# Bomlitz (Walsrode)
Bomlitz – dzielnica miasta (Stadtteil) Walsrode w Niemczech w kraju związkowym Dolna Saksonia, w powiecie Heidekreis. Do 31 grudnia 2019 samodzielna gmina. Leży nad rzeką Bomlitz.